# Österreichischer Automobil-Club

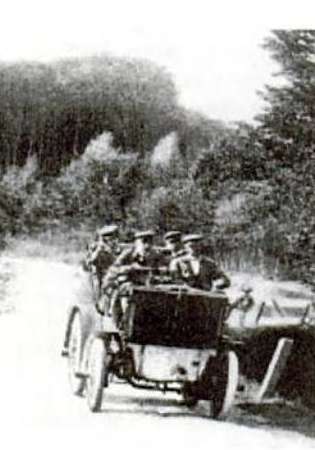
Dokumentation einer Autoreise aus „Allgemeine Automobil-Zeitung“ vom 24. Oktober 1900

Der Österreichische Automobil-Club (ÖAC) wurde am 6. Februar 1898 als erste Interessensvertretung der frühen Automobilisten gegründet und verfolgte das Ziel, die Verbreitung und Durchsetzung des Automobils in Österreich zu erreichen. Dazu organisierte der Klub Automobil-Ausstellungen in Wien sowie Autorennen, um den Automobilen Popularität zu verschaffen. Ab 1900 publizierten die Klubmitglieder die periodisch erscheinende „Allgemeine Automobil-Zeitung“. Der ÖAC ging Mitte des 20. Jahrhunderts gemeinsam mit dem „Österreichischen Touring-Club“ im ÖAMTC auf.

## Geschichte

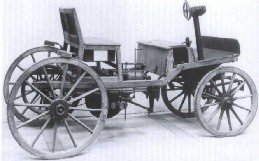
Zweiter Marcus-Wagen, 1888–1889 (Bild: Technisches Museum Wien)

Die Anschaffung von Automobilen war in den Anfängen des 20. Jahrhunderts extrem teuer, deswegen erschloss sich die Mitgliedschaft vorerst nur dem Adel und dem Großbürgertum. Erster Präsident des Klubs war Gustav Graf Pötting. Zu den insgesamt 206 Gründungsmitgliedern zählten unter anderem Philipp Haas, Ludwig Lohner, Dominik Hardegg, Sir Paul Eduard von Schoeller, Alexander Pallavicini, Erzherzog Franz Salvator, Hans Wilczek und schließlich Siegfried Wimpffen, der sich bereits im Herbst 1892 ein Dampf-Automobil angeschafft hatte und somit als erster Automobilist Österreichs gilt. Wimpffen ersuchte dafür das „Referat für Spektakel“ in der Wiener Polizei, um eine Genehmigung zum Betrieb desselben.
Im Gründungsjahr erwarb der Klub den zweiten Marcus-Wagen, der 1888–89 von der Firma Märky, Bromovsky & Schulz, Adamsthal in Mähren, nach Zeichnungen von Siegfried Marcus gebaut, und in weiterer Folge im Jahr 1915 dem Technischen Museum in Wien als Dauerleihgabe zur Verfügung gestellt wurde.

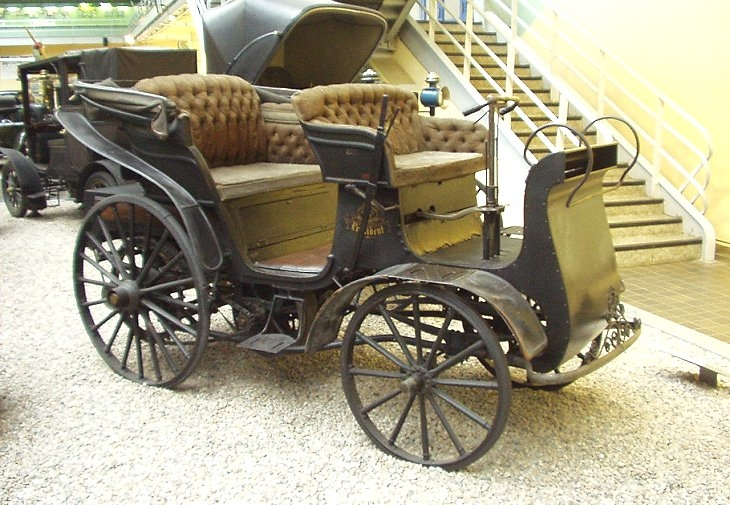
Nesselsdorf Präsident (1897)

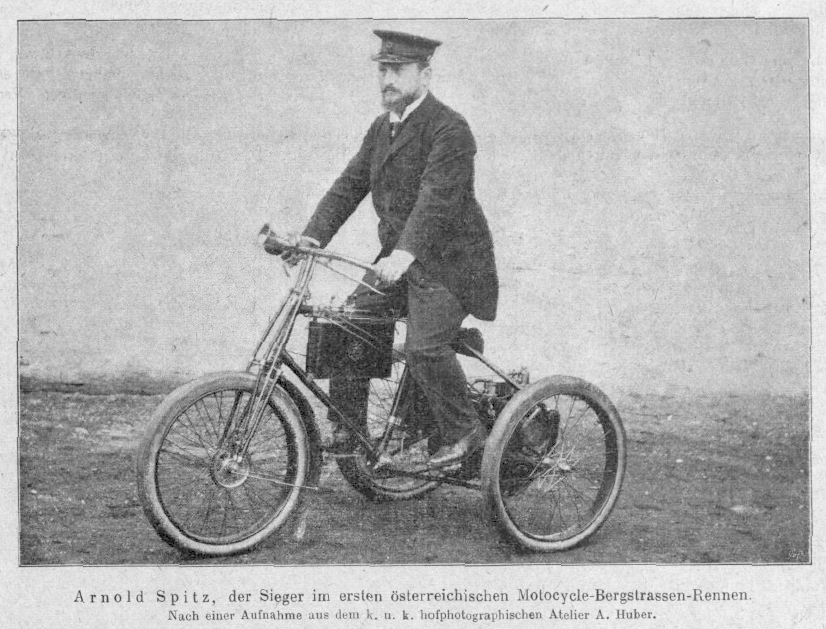
(1899) Arnold Spitz in Siegerpose beim Ersten Exelbergrennen.

Der Club engagierte sich um Organisation der ersten Autoausstellungen, beginnend mit der 1898 durchgeführten „Collectiv-Ausstellung der Automobilbauer Österreichs“ im Rahmen der Wiener Jubiläumsausstellung. Jacob Lohner zeigte dort ein Benzinautomobil sowie ein Elektromobil „konventioneller Bauart“ und Ignaz Schustal von der Nesselsdorfer Wagenbau-Fabrik präsentierte das Modell „Präsident“. Dieses Fahrzeug erhielt seinen Namen in Anlehnung an den ÖAC-Präsidenten Gustav Graf Pötting und ist das erste industriell in der k.u.k.-Zeit gefertigte österreichische Automobil. Der „Präsident“ ging als Schenkung in das Eigentum des Klubs über. Weiters war dort der zweite Marcus-Wagen ausgestellt.
Mit einem Erlass vom 15. Juli 1898 erreichte der ÖAC, dass seinen Mitgliedern die Zu- und Abfahrt zu ihren Wohnungen im ersten Wiener Gemeindebezirk gestattet wurde. Dafür musste allerdings ein Pferd vor dem Wagen gespannt werden.
Mit dem Modell „Präsident“ organisierte der ÖAC 1899 die ersten Einschulungen von Chauffeuren und diese Einrichtung wird heute im historischen Kontext gerne als die erste Fahrschule für Automobile bezeichnet. Um die Treibstoffversorgung flächendeckend zu gewährleisten, setzte sich der Automobil-Club mit ausführenden Betrieben zusammen, die Benzinstationen in ganz Österreich aufbauten. Im Jahr 1900 existierten 70 und 1908 bereits 600 solcher Stationen. In diesem Zusammenhang ist bemerkenswert, dass in den Anfängen des Automobilzeitalter Tierschutzorganisationen als zusätzliche Förderer des Automobils auftraten, um das Leid der Pferde zu erleichtern.
Im Jahr 1899 folgte die Organisation der „I. Internationale Automobil-Ausstellung“ und 1901 die „II. Internationale Automobil-Ausstellung“, beide in Wien. 1903 gelang dem Club mit der „III. Internationale Automobil-Ausstellung“ in den Blumensälen der Österreichischen Gartenbaugesellschaft die erste große Schau in Wien mit reger Teilnahme internationaler Aussteller.
1899 organisierte der ÖAC auch erstmals einen Klubausflug am Semmering. Ab 1900 wurden jährlich die Semmering-Rennen ausgetragen, die jedoch bereits nach 10 Jahren aufgrund massiver Beschwerden der Bevölkerung eingestellt wurden.
1899 wurde das erste Exelberg-Rennen vom ÖAC initiiert, für die der ÖAMTC im Juni 2006 ein Revival mit Vergabe des Exelberg-Preises organisierte. Diese ersten abgehaltenen Autorennen entwickelten sich bald zu gesellschaftlichen Ereignissen.
1914 wurde die Vereinsarbeit unterbrochen, die Automobilisten begaben sich im „k.k. Freiwilligen-Motorkorps“ an die Front des Ersten Weltkrieges. 1929 stellte der ÖAC 3.500 Verkehrszeichen (Warntafeln) an den österreichischen Bundesstraßen auf.

## Die Gründung des ÖAMTC
Im Jahr 1935 schlossen der ÖAC und der 1896 gegründete „Österreichische Touring-Club“ (ÖTC) eine Arbeitsgemeinschaft und zeichneten gemeinsame Beschlüsse mit der Bezeichnung „ÖATC“. Im nationalsozialistischen Deutschland wurden dann beide Klubs aufgelöst und deren Vermögen beschlagnahmt. Der ÖAC und der ÖTC vereinigten sich am 17. Dezember 1946 zum ÖAMTC mit seinem ersten Präsidenten Manfred Mautner Markhof.